# Aldbury
Aldbury – wieś w Anglii, w hrabstwie Hertfordshire, w dystrykcie Dacorum. Leży 36 km na zachód od miasta Hertford i 47 km na północny zachód od centrum Londynu.